# اوگالی

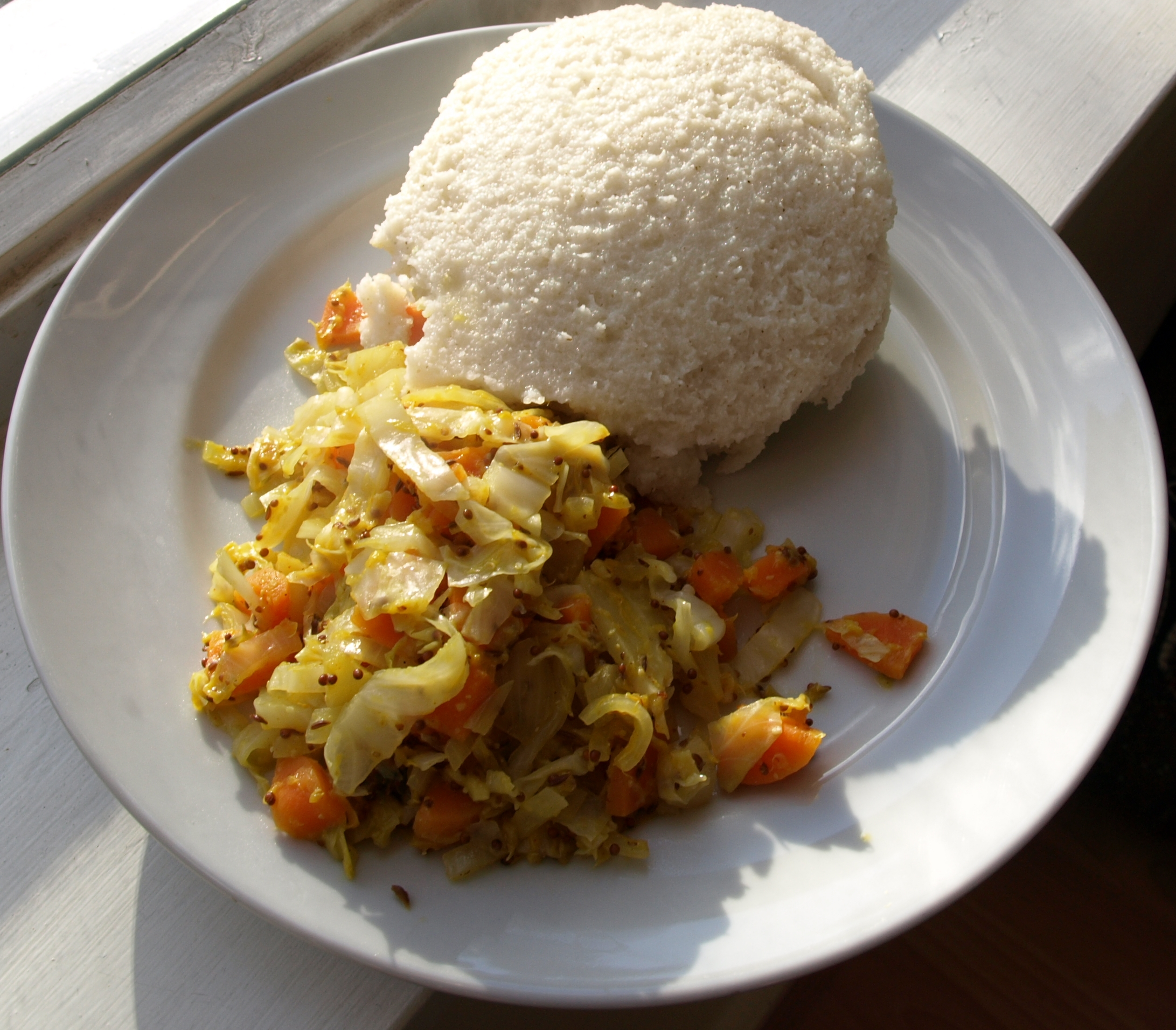
یک ظرف اوگالی همراه با کلم و هویج پخته

اوگالی نام غذایی است که در افریقا از پختن آرد ذرت با آب تهیه می‌شود. به خاطر ارزان بودن و ساده بودن تهیه آن اوگالی در بسیاری از نقاط افریقا غذای اصلی مردم است.